# Companhia Independente de Polícia de Guarda
A Companhia Independente de Polícia de Guarda (CIPGd) é uma Organização Policial Militar (OPM) da Polícia Militar do Paraná (PMPR), cuja missão consiste em prover a segurança do Palácio do Governo Estadual e do Centro Cívico.
Ela está subordinada ao 1º Comando Regional de Polícia Militar; o qual é responsável pelo policiamento da Região Metropolitana de Curitiba.

## Histórico
Em 1953 a então primeira companhia do Batalhão de Guardas (BG) assumiu em caráter permanente a guarda do Palácio Iguaçu.
Em 1 de outubro de 1964 recebeu a denominação de Companhia de Guarda Governamental; data a partir da qual passou a ser comemorado o aniversário de sua criação.
Em 1967 adquiriu autonomia, e em 1970 passou a ser designada como Corpo de Guarda Governamental. O aquartelamento anexo ao Palácio Iguaçu foi inaugurado em 16 de janeiro de 1969.
Com a remodelação da Polícia Militar em 1977, passou a ser classificada como terceira companhia do Batalhão de Polícia de Guardas (BPGd). Readquirindo a autonomia no mesmo ano, com a denominação de Companhia de Polícia de Guardas Independente (CPGdInd).
Em 1999, em caráter experimental, o efetivo foi desarticulado; passando a guarda de segurança a subordinar-se à Casa Militar da Governadoria do Estado e da Assessoria Militar do Poder Judiciário, respectivamente; e o restante do efetivo passando a constituir uma quinta companhia do 12° Batalhão de Polícia Militar (12° BPM). Em novembro do mesmo ano a Unidade retornou à sua condição anterior, com a revogação da PCG n° 557.

## Tropa de Elite
|                              |  |  |
| Postos de controle da CIPGd. |  |  |

Antes da glamourização na segunda guerra mundial das tropas denominadas comandos, pára-quedistas, fuzileiros navais, e congêneres; a acepção de tropa de elite estava relacionada às de Guardas. Essas unidades tinham origem nas antigas tropas especialmente constituídas para a segurança de monarcas e imperadores; formadas com pessoal, armas e equipamentos selecionados. Possuía efetivo superior ao convencional, servindo em tempos de paz para a intervenção e dissuasão contra oposições internas; e em tempos de guerra, como ponta de lança dos exércitos. O Batalhão da Guarda Presidencial do Exército Brasileiro é legítimo herdeiro dessa tradição.
O lema: a guarda morre, mas não se rende (da língua francesa: "La Garde muert Mais ne se rend pas!"), refere-se não ao serviço de segurança, mas às Unidades de Guardas.

## Uniformes
Devido às particularidades de sua missão, a Guarda do Palácio (designação interna extra-oficial) sempre manteve uniformes diferenciados. Enquanto se manteve vinculada ao BG, em situações de grande gala vestia o uniforme garança, fardamento assemelhado ao dos Fuzileiros Navais (representado ao lado).
Desde 1952 foi adotado o uso de jaqueta curta, recentemente abolida com o RUPM 2001 (Regulamento de Uniformes da Polícia Militar). Em 1955 se passou a usar cinto e talabarte em couro branco, bem como luvas e capacete também brancos; em uso até os dias atuais.